# うたかたの恋 (1968年の映画)
『うたかたの恋』（うたかたのこい、原題: Mayerling ）は、1968年のイギリス・フランスの恋愛映画。監督はテレンス・ヤング、出演はオマー・シャリフとカトリーヌ・ドヌーヴなど。1889年に起きたオーストリア＝ハンガリー帝国の皇太子ルドルフと男爵令嬢マリー・ヴェッツェラの心中事件（マイヤーリング事件）を題材にしたクロード・アネの1930年の小説『うたかたの恋』とミシェル・アーノルドの『親王』（原題: L'Archiduc, 英: The Archduke）を原作としている。また、1936年のアナトール・リトヴァク監督の映画『うたかたの恋』のリメイクである。
原作およびその他の映像化作品などについては『うたかたの恋』を参照。

## キャスト
| 役名                       | 俳優                        | 日本語吹替 |
| 役名                       | 俳優                        | テレビ朝日版 |
| -------------------------- | --------------------------- | --- |
| ルドルフ皇太子             | オマー・シャリフ            | 堀勝之祐 |
| マリー男爵令嬢             | カトリーヌ・ドヌーヴ        | 小川知子 |
| フランツ・ヨーゼフ皇帝     | ジェームズ・メイソン        | 木村幌 |
| エリーザベト皇后           | エヴァ・ガードナー          | 翠準子 |
| プリンス・オブ・ウェールズ | ジェームズ・R・ジャスティス | 雨森雅司 |
| ラリッシュ伯爵夫人         | ジュヌヴィエーヴ・パージュ  | 平井道子 |
| ステファニー王女           | アンドレア・パリジ          | 太田淑子 |
| ミッツィ・カスパル         | ファビエンヌ・ダリ          | 渡辺典子 |
| 不明 その他                | N/A                         | 寺島幹夫 宮内幸平 大木民夫 沼波輝枝 島田彰 小林清志 杉山佳寿子 矢田耕司 野本礼三 石森達幸 宮下勝 谷口節 緑川稔 清川元夢 |
| 日本語スタッフ             |                             | |
| 演出                       | 演出                        | 左近允洋 |
| 翻訳                       | 翻訳                        | 山田実 |
| 効果                       | 効果                        | 赤塚不二夫 |
| 調整                       | 調整                        | 栗林秀年 |
| 制作                       | 制作                        | グロービジョン |
| 解説                       | 解説                        | 淀川長治 |
| 初回放送                   | 初回放送                    | 1977年11月13日 『日曜洋画劇場』                                                                                         |